# Simpsonovi (33. řada)
Třicátá třetí řada amerického animovaného seriálu Simpsonovi je pokračováním třicáté druhé řady tohoto seriálu. Vysílání této řady započalo 26. září 2021 muzikálovým dílem Hvězda zákulisí. Seriál byl o 33. řadu prodloužen oficiálně dne 3. března 2021 společně s 34. řadou. České vysílání započalo 25. ledna 2022. Kvůli problému s hlasivkami Martina Dejdara, dabéra Barta Simpsona, byla odložena premiéra tří dílů (12.–14.) o tři týdny. České vysílání bylo ukončeno 27. června, kdy byly odvysílány poslední tři díly.

## Seznam dílů
| Č. v seriálu | Č. v řadě | Původní název                                                            | Český název                                                      | Režie               | Scénář                          | Premiéra v USA     | Premiéra v ČR   | Produkční kód | Sledovanost v USA (v mil. diváků) |
| ------------ | --------- | ------------------------------------------------------------------------ | ---------------------------------------------------------------- | ------------------- | ------------------------------- | ------------------ | --------------- | ------------- | --------------------------------- |
| 707          | 1         | The Star of the Backstage                                                | Hvězda zákulisí                                                  | Rob Oliver          | Elisabeth Kiernanová Avericková | 26. září 2021      | 25. ledna 2022  | QABF17        | 3,48                              |
| 708          | 2         | Bart's in Jail!                                                          | Bart je v base!                                                  | Steven Dean Moore   | Nick Dahan                      | 3. října 2021      | 1. února 2022   | QABF18        | 1,48                              |
| 709          | 3         | Treehouse of Horror XXXII                                                | Speciální čarodějnický díl XXXII                                 | Matthew Faughnan    | John Frink                      | 10. října 2021     | 8. února 2022   | QABF16        | 3,94                              |
| 710          | 4         | The Wayz We Were                                                         | Navigace bez legrace                                             | Matthew Nastuk      | Joel H. Cohen                   | 17. října 2021     | 15. února 2022  | QABF19        | 1,51                              |
| 711          | 5         | Lisa's Belly                                                             | Líza je cvalík                                                   | Timothy Bailey      | Juliet Kaufmanová               | 24. října 2021     | 22. února 2022  | QABF20        | 1,83                              |
| 712          | 6         | A Serious Flanders                                                       | Seriózní Flanders – 1. část                                      | Debbie Mahanová     | Cesar Mazariegos                | 7. listopadu 2021  | 1. března 2022  | QABF21        | 3,47                              |
| 713          | 7         | A Serious Flanders                                                       | Seriózní Flanders – 2. část                                      | Matthew Faughnan    | Cesar Mazariegos                | 14. listopadu 2021 | 8. března 2022  | QABF22        | 1,66                              |
| 714          | 8         | Portrait of a Lackey on Fire                                             | Smithers v žáru lásky                                            | Steven Dean Moore   | Rob LaZebnik a Johnny LaZebnik  | 21. listopadu 2021 | 15. března 2022 | UABF01        | 3,97                              |
| 715          | 9         | Mothers and Other Strangers                                              | Matky a jiná zvířena                                             | Rob Oliver          | Al Jean                         | 28. listopadu 2021 | 22. března 2022 | UABF02        | 3,61                              |
| 716          | 10        | A Made Maggie                                                            | Kmotr                                                            | Timothy Bailey      | Elisabeth Kiernanová Avericková | 19. prosince 2021  | 29. března 2022 | UABF03        | 3,9                               |
| 717          | 11        | The Longest Marge                                                        | Marge vs. Monty                                                  | Matthew Nastuk      | Brian Kelley                    | 2. ledna 2022      | 5. dubna 2022   | UABF05        | 2,02                              |
| 718          | 12        | Pixelated and Afraid                                                     | Hanbatí a vystrašení                                             | Chris Clements      | John Frink                      | 27. února 2022     | 3. května 2022  | UABF04        | 1,41                              |
| 719          | 13        | Boyz N the Highlands                                                     | Hoši v horách                                                    | Bob Anderson        | Dan Vebber                      | 6. března 2022     | 10. května 2022 | UABF06        | 1,53                              |
| 720          | 14        | You Won't Believe What This Episode Is About – Act Three Will Shock You! | Nebudete věřit, o čem je tato epizoda. Třetí dějství vás šokuje! | Jennifer Moellerová | Christine Nangleová             | 13. března 2022    | 17. května 2022 | UABF07        | 1,14                              |
| 721          | 15        | Bart the Cool Kid                                                        | Značkový Bart                                                    | Steven Dean Moore   | Ryan Koh                        | 20. března 2022    | 24. května 2022 | UABF08        | 1,04                              |
| 722          | 16        | Pretty Whittle Liar                                                      | Sečtělá negramota                                                | Mike Frank Polcino  | Joel H. Cohen                   | 27. března 2022    | 31. května 2022 | UABF09        | 1,1                               |
| 723          | 17        | The Sound of Bleeding Gums                                               | Žalozpěv Krvavé dásně                                            | Chris Clements      | Loni Steele Sosthandová         | 10. dubna 2022     | 7. června 2022  | UABF10        | 0,95                              |
| 724          | 18        | My Octopus and a Teacher                                                 | Moje učitelka chobotnice                                         | Rob Oliver          | Carolyn Omineová                | 24. dubna 2022     | 14. června 2022 | UABF11        | 0,97                              |
| 725          | 19        | Girls Just Shauna Have Fun                                               | Nejlepší kámoška Shauna                                          | Matthew Nastuk      | Jeff Westbrook                  | 1. května 2022     | 21. června 2022 | UABF12        | 1,03                              |
| 726          | 20        | Marge the Meanie                                                         | Marge – postrach okolí                                           | Timothy Bailey      | Megan Amramová                  | 8. května 2022     | 27. června 2022 | UABF15        | 0,85                              |
| 727          | 21        | Meat Is Murder                                                           | Není burger jako burger                                          | Bob Anderson        | Michael Price                   | 15. května 2022    | 27. června 2022 | UABF13        | 1                                 |
| 728          | 22        | Poorhouse Rock                                                           | Píseň chudoby                                                    | Jennifer Moellerová | Tim Long                        | 22. května 2022    | 27. června 2022 | UABF14        | 0,93                              |